# Batokan (Ngantru)
Batokan is een bestuurslaag in het regentschap Tulungagung van de provincie Oost-Java, Indonesië. Batokan telt 2223 inwoners (volkstelling 2010).